# Quemói

Quimói e Wuqiu

Quemói (em chinês: 金門; romaniz.: Jīnmén) é um pequeno arquipélago da República da China (Taiuã). Sua localização é 24,44 N, 118,33 E.
A ilha se divide em seis comunas:
- Jincheng (金城鎮, Jīnchéng, "cidade dourada");
- Jinsha (金沙鎮, Jīnshā, "areia dourada");
- Jinhu (金湖鎮, Jīnhú, "lago dourado");
- Jinning (金寧鄉, Jīnníng, "tranquilidade dourada");
- Lieyu (烈嶼鄉, Lièyǔ, "ilhotas heroicas");
- Wuqiu (烏坵鄉, Wūqiū, "monte negro").

Muitos dos habitantes falam o Min Nan e a ilha fica geograficamente muito próxima a Xiamen (também conhecida como Amoy), nas cercanias do litoral sudeste da República Popular da China, sendo disputada pelas duas "Chinas".

## História
Durante a Segunda Grande Guerra, Quimói não foi dominada pelo Japão. Quimói foi intensivamente bombardeada pelas forças da República Popular da China em ataque às forças da República da China, que defendiam esse arquipélago durante os anos 1950 e 1960, tendo sido um centro de dissensões nos Estados Unidos entre John Fitzgerald Kennedy e Richard Nixon nos anos 1950. Os Americanos chegaram até a ameaçar a China Continental com o uso de armas nucleares caso houvesse mais ataques à ilha.
Quimói era uma base militar até meados dos anos 1990, até ser entregue ao governo civil e, assim, serem autorizadas novamente as viagens entre Taiwan e a ilha. Por causa de sua antiga destinação militar, a ilha tem um desenvolvimento limitado, sendo, hoje, um destino turístico muito apreciado pelos Taiwaneses. A ilha se compõe de pequenas e tranquilas vilas e praias desertas. Em 2002, a ilha foi aberta aos turistas da República Popular da China, mas foi logo interditada de novo por causa da epidemia de Pneumonia SRAS, tendo sido, ao fim da epidemia, novamente liberada para visitantes.